# 中田一三
中田 一三（なかた いちぞう、1973年4月19日 - ）は、三重県伊賀市出身の元サッカー選手、サッカー指導者。ポジションは、高校時代はミッドフィルダーとして活躍し、プロ入り後にディフェンダーに転向した。

## 来歴
四日市中央工業高では中西永輔や小倉隆史と同級生で、「四中工三羽烏」と呼ばれ、3年時にはキャプテンを務めた。全国高等学校サッカー選手権大会にも2年連続で出場し、3年時の第70回大会では同校初の選手権優勝をもたらし（帝京高校との両校優勝）、中田自身も優秀選手に選出された。
1992年の横浜フリューゲルスへのプロ入りは注目された。1993年11月6日ファーストステージ第10節のジェフ市原戦でJリーグデビューを飾る。1999年、ジェフ市原へ加入。ジェフでは正確なパスで左サイドバックとしてレギュラーに定着。2000年3月11日の開幕戦では、京都パープルサンガ戦で待望のJリーグ初ゴールをマークした。
各年での出場試合数が大きく変動しながらも12年間で6チームに在籍したが（うち、2000年のジェフ市原では中西・小倉と「三羽烏」が揃った）、選手生活の後半はケガに苦しみ、ヴァンフォーレ甲府との半年間の契約が満了した2004年シーズン途中の7月末限りで現役を引退した。
翌年2005年には、出身地である三重県にプロクラブを創るべく、伊賀市に帰省しサッカースクールを立ち上げる（現在のFC.Avenidasol）また、2007年三重県サッカーリーグ1部チーム、伊勢ペルソナFC（2010年にISE YAMATO FCへ改称）の監督に就任。2009年1月に東海社会人サッカーリーグ2部昇格を果たした。同年9月にISE YAMATO FCと方向性の相違により退任。また2010年には、 FC Avenidasol(エフシーアヴェニーダソル) のプロデューサー兼テクニカルディレクターおよびsouth U-15（現在のFC.ISE-SHIMAＵ15）の監督を務めた。
2012年9月にJFA 公認S級コーチに認定された。同年12月志摩市経済サミットにてスポーツと自然環境を活かす町づくりを提案し2つ目のスポーツクラブFC.ISE-SHIMAが設立された。
2013年よりFC.ISE-SHIMAの副理事長兼監督に就任、初代理事長である志摩市丸文工業の社長、西尾亮と共にクラブ運営に尽力しながら監督としては、東海リーグ2部で優勝、翌2014年より東海リーグ1部に昇格。2017年2月に監督を退いて、理事長兼総監督に就任。2018年12月、クラブアドバイザーに就任。
2018年12月、京都サンガF.C.の監督に就任。選手にポゼッションスタイルを浸透させ一時はリーグ首位に立つ。しかしチーム補強も殆ど無く挑んだ入替戦では、怪我人が続出となりJ1昇格プレーオフへの進出を逃す。2019年11月28日、契約満了により1年で京都の監督を退任すると発表された。
2023年8月、清水エスパルスのプレイヤーデベロップメントコーチに就任。
2024年9月、清水エスパルスのプレイヤーデベロップメントコーチを退任。奈良クラブの監督に就任する。
2025年6月6日、トレーニング中に不適切な行為があったとして指揮から離れることが発表された。同月12日、本人からの申し入れにより双方合意の下、奈良クラブとの契約が解除された。

## 人物
- 四男一女の末っ子[12]。12歳で父が他界する。
- 三重県内に2つのスポーツクラブを設立。自身でも法人を設立しスポーツを活かす町づくりの出来るサッカー指導者を育てる。
- 甥の中田永一は、2013年年度の第92回全国高校サッカー選手権大会において、四日市中央工業高校のメンバーとして出場。2年生ながらレギュラーとして活躍。準決勝の富山第一戦では1点を追いかける前半終了間際に得たフリーキックで、約25メートルの距離から直接ゴールを決めた[13]。

## 所属クラブ
- 三重県四日市市立桜中学校
- 1989年 - 1991年 三重県立四日市中央工業高校
- 1992年 - 1995年 横浜フリューゲルス
- 1996年 - 1997年 アビスパ福岡
- 1998年 - 2001年 大分FC/大分トリニータ
  - 1998年10月 - 2000年 ジェフユナイテッド市原[14]
- 2002年 - 2003年 ベガルタ仙台
- 2004年 - 同年7月 ヴァンフォーレ甲府

## 個人成績
| 国内大会個人成績 | 国内大会個人成績 | 国内大会個人成績 | 国内大会個人成績 | 国内大会個人成績 | 国内大会個人成績 | 国内大会個人成績 | 国内大会個人成績  | 国内大会個人成績 | 国内大会個人成績 | 国内大会個人成績 | 国内大会個人成績 |
| 年度             | クラブ           | 背番号           | リーグ           | リーグ戦         | リーグ戦         | リーグ杯         | リーグ杯          | オープン杯       | オープン杯       | 期間通算         | 期間通算         |
| 年度             | クラブ           | 背番号           | リーグ           | 出場             | 得点             | 出場             | 得点              | 出場             | 得点             | 出場             | 得点             |
| 日本             | 日本             | 日本             | 日本             | リーグ戦         | リーグ戦         | リーグ杯         | リーグ杯          | 天皇杯           | 天皇杯           | 期間通算         | 期間通算         |
| ---------------- | ---------------- | ---------------- | ---------------- | ---------------- | ---------------- | ---------------- | ----------------- | ---------------- | ---------------- | ---------------- | ---------------- |
| 1992             | 横浜F            | -                | J                | -                | -                | 0                | 0                 |                  |                  |                  |                  |
| 1993             | 横浜F            | -                | J                | 5                | 0                | 3                | 0                 | 1                | 0                | 9                | 0                |
| 1994             | 横浜F            | -                | J                | 14               | 0                | 0                | 0                 | 0                | 0                | 14               | 0                |
| 1995             | 横浜F            | -                | J                | 8                | 0                | -                | -                 | 0                | 0                | 8                | 0                |
| 1996             | 福岡             | -                | J                | 24               | 0                | 11               | 0                 | 2                | 0                | 37               | 0                |
| 1997             | 福岡             | 13               | J                | 10               | 0                | 5                | 0                 | 0                | 0                | 15               | 0                |
| 1998             | 大分             | 14               | 旧JFL            | 23               | 1                | -                | -                 | -                | -                | 23               | 1                |
| 1998             | 市原             | 31               | J                | 5                | 0                | 0                | 0                 | 0                | 0                | 5                | 0                |
| 1999             | 市原             | 3                | J1               | 21               | 0                | 2                | 0                 | 1                | 0                | 24               | 0                |
| 2000             | 市原             | 3                | J1               | 26               | 1                | 4                | 0                 | 0                | 0                | 30               | 1                |
| 2001             | 大分             | 19               | J2               | 18               | 1                | 2                | 0                 | 1                | 0                | 21               | 1                |
| 2002             | 仙台             | 3                | J1               | 0                | 0                | 0                | 0                 | 0                | 0                | 0                | 0                |
| 2003             | 仙台             | 3                | J1               | 6                | 0                | 2                | 0                 | 0                | 0                | 8                | 0                |
| 2004             | 甲府             | 33               | J2               | 5                | 0                | -                | -                 | -                | -                | 5                | 0                |
| 通算             | 日本             | 日本             | J1               | 119              | 1                | 27               | 0\|\|\|\|\|\|\|\| |                  |                  |                  |                  |
| 通算             | 日本             | 日本             | J2               | 23               | 1                | 2                | 0                 | 1                | 0                | 26               | 1                |
| 通算             | 日本             | 日本             | 旧JFL            | 23               | 1                | -                | -                 | -                | -                | 23               | 1                |
| 総通算           | 総通算           | 総通算           | 総通算           | 165              | 3                | 29               | 0\|\|\|\|\|\|\|\| |                  |                  |                  |                  |

## 指導歴
- 2005年 - 2006年 中田一三サッカースクール[1]
- 2007年 - 2009年 伊勢ペルソナFC 監督[1]
- 2009年 FC Avenidasol テクニカルディレクター / south U-15 監督[1]
- 2013年 - 2017年2月 FC.ISE-SHIMA 監督[1]
- 2017年3月 - 2018年 FC.ISE-SHIMA 総監督[1]
- 2019年 京都サンガF.C. 監督
- 2023年8月 - 2024年9月 清水エスパルス プレイヤーデベロップメントコーチ
- 2024年9月 - 2025年6月 奈良クラブ 監督

## 監督成績
| 年度 | クラブ       | 所属      | リーグ戦 | リーグ戦 | リーグ戦 | リーグ戦 | リーグ戦 | リーグ戦 | カップ戦       | カップ戦  |
| 年度 | クラブ       | 所属      | 順位     | 勝点     | 試合     | 勝       | 分       | 敗       | ルヴァンカップ | 天皇杯    |
| ---- | ------------ | --------- | -------- | -------- | -------- | -------- | -------- | -------- | -------------- | --------- |
| 2007 | 伊勢ペルソナ | 三重県1部 | 優勝     | 35       | 14       | 11       | 2        | 1        | -              | -         |
| 2008 | 伊勢ペルソナ | 三重県1部 | 優勝     | 40       | 14       | 13       | 1        | 0        | -              | -         |
| 2013 | ISE-SHIMA    | 三重県2部 | 優勝     | 38       | 14       | 12       | 2        | 0        | -              | -         |
| 2014 | ISE-SHIMA    | 三重県1部 | 2位      | 33       | 14       | 10       | 1        | 3        | -              | -         |
| 2015 | ISE-SHIMA    | 東海2部   | 2位      | 29       | 14       | 8        | 5        | 1        | -              | -         |
| 2016 | ISE-SHIMA    | 東海1部   | 4位      | 23       | 14       | 7        | 2        | 5        | -              | -         |
| 2017 | ISE-SHIMA    | 東海1部   | 3位      | 25       | 14       | 8        | 1        | 5        | -              | -         |
| 2019 | 京都         | J2        | 8位      | 68       | 42       | 19       | 11       | 12       | -              | 2回戦敗退 |
| 2024 | 奈良         | J3        | 17位     | 14       | 12       | 2        | 8        | 2        | -              | -         |
| 2025 | 奈良         | J3        | 8位      | 20       | 15       | 5        | 5        | 5        | 1回戦敗退      | 2回戦敗退 |

- 2024年は第27節からの指揮
- 2025年は第15節までの指揮